# Valerià Pujol i Bosch
Valerià Pujol i Bosch   (Premià de Dalt, 28 de febrer de 1952 - Premià de Dalt, 29 de març de 1992) fou un poeta i escriptor català. Llicenciat en Filologia Romànica, va ser professor a l'ensenyament secundari.

## Biografia
Pujol va patir la terrible poliomielitis dels anys 1950. Malgrat que la malaltia el va afectar físicament, aviat va ser reconegut com un dels autors joves que més va contribuir a superar el realisme de postguerra i encetar camins d'experimentació i transgressió formal i temàtica.
Va col·laborar amb diaris i publicacions com ara Diari de Barcelona, Última Hora, Avui, El País i El Periódico de Catalunya. Es va iniciar escrivint poesia, fortament influïda pel corrent filosòfic de l'existencialisme. En narrativa, va publicar contes eròtics, una narració titulada Terra de crims (1987) i dues novel·les. Va guanyar importants premis literaris com el Carles Riba, el Documenta i el Nacional de la Crítica. Com a traductor, va destacar la seva versió de la Història de l'ull, de Georges Bataille.
En paral·lel a l'obra literària, Pujol va ser un dels fundadors de Comissions Obreres a l'ensenyament, regidor per Iniciativa per Catalunya (IC) a l'Ajuntament de Premià de Dalt, candidat al Senat i membre de la Comissió Política Nacional d'IC.
Amb motiu del 70è aniversari del naixement del poeta, com també del 30è aniversari de la seva mort, l’associació Can Vallerià va designar l'any 2022 com a «Any Valerià Pujol».

### Poesia
- El crit i la paraula (1973)
- Tricefàl·lia (1975, amb Salvador Solé i Joan Foni)
- Doble fons (1977)
- Destinatari d'albes (1980)
- Limito al nord només amb el teu sexe (1981)
- La trista veu d'Orfeu i el tornaveu de Tàntal, 1982. ISBN 847588010X.
- La xarxa del Númida (1986)
- Els breus estius (1989)
- Poesia completa I (2023). Pròleg de David Castillo. Cossetània-Quaderns de la Font del Cargol.

### Narrativa breu
- Mantis i altres transformacions (1983)
- Els conys saborosos (1986)
- Terra de crims (1987)[6]

### Novel·la
- Interruptus (1981)
- Palmira (1991)